# Кеппель, Огастес, 5-й граф Албемарл
Огастес Фредерик Кеппель, 5-й граф Албемарл (англ. Augustus Frederick Keppel, 5th Earl of Albemarle; 2 июня 1794 — 15 марта 1851) — английский дворянин. Он носил титул учтивости — виконт Бери с 1804 по 1849 год.

## Биография
Родился 2 июня 1794 года. Второй сын Уильяма Кеппеля, 4-го графа Албемарла (1772—1849), и его первой жены Элизабет Саутвелл (1776—1817), четвертой дочери Эдварда Саутвелла, 20-го барона де Клиффорда.
В апреле 1804 года после смерти своего старшего брата, Уильяма Кеппеля, виконта Бери (1793—1804), Огастес Фредерик Кеппель унаследовал титул учтивости — виконт Бери.
В апреле 1811 года Бери был произведен в прапорщики 1-го Гвардейского полка. В январе 1814 года он был произведен в лейтенанты и капитаны. В 1815 году он был назначен адъютантом Вильгельма, принца Оранского, и участвовал в битве при Ватерлоо.
4 мая 1816 года виконт Бери женился на Фрэнсис Стир (? — 16 мая 1869), дочери Чарльза Стира и Мэри Вуд, но у супругов детей не было.
Виконт Бери заседал в Палате общин Великобритании от Арундела в 1820—1826 годах. В марте 1845 года он был назначен заместителем лейтенанта графства Норфолк.
30 октября 1849 года после смерти своего отца Огастес Кеппель унаследовал титулы 5-го графа Албемарла (Пэрство Англии), 5-го виконта Бери в графстве Ланкашир (Пэрство Англии) и 5-го барона Ашфорда из Ашфорда в графстве Кент (Пэрство Англии).
Он был признан невменяемым с июля 1849 года. Соответственно, он никогда не заседал в Палате лордов. После его смерти в возрасте 56 лет в Челси в 1851 году его сменил его младший брат Джордж Кеппель, 6-й граф Албемарл.